# Landesgartenschau Hanau 2002
Die Zweite Hessische Landesgartenschau fand vom 19. April bis zum 6. Oktober 2002 unter dem Motto Mit allen Sinnen erleben! in Hanau statt und war eine von acht Landesgartenschauen im Jahr 2002.

## Geschichte
Im August 1994 beschloss der Hanauer Magistrat die Bewerbung für die Landesgartenschau. Eine Machbarkeitsstudie wurde im Dezember 1994 vorgelegt und im März 1995 erhielt die Stadt den Zuschlag seitens des Landes. Im Dezember 1996 erfolgte ein einstimmiger Beschluss der Stadtverordnetenversammlung zur Landesgartenschau.
Um das Projekt umzusetzen, wurde 1998 die Landesgartenschau GmbH gegründet und ein städtebaulicher Wettbewerb durchgeführt. Im Dezember 1998 wurde mit den Arbeiten begonnen und im Mai 1999 der Rahmenplan beschlossen.
Der Gesamtetat der Veranstaltung betrug 13.472.540 Euro. Es wurden etwa 800.000 Besucher gezählt.

## Veranstaltungsorte
Die Veranstaltungsorte befanden sich in vier Bereichen im Stadtgebiet: den Francois-Gärten, der Kinzigaue, dem Schlossgarten und dem Schlosspark Philippsruhe. Insgesamt wurden 510.800 Pflanzen gesetzt.

### Francois-Gärten
Der Stadtteilpark Francois-Gärten umfasste 4,49 Hektar. Es handelt sich um ein ehemaliges Kasernengebiet im Stadtteil Hanau-Lamboy. Aus der Konversionsfläche wurde ein grüner Wohnpark rund um eine langgestreckte Achse mit belebenden Wasserspielen. Ebenfalls Teil des Konzeptes war die Sanierung der umliegenden Wohnanlagen.

### Kinzigaue
Hier stand die Renaturierung des nördlichen Uferabschnittes der Kinzig im Mittelpunkt. Teil der Schaufläche war der benachbarte Tiefgarten und das neu gebaute Umweltzentrum. Kinzigaue, Tiefgarten und Umweltzentrum umfassen 12,52 Hektar.

### Schlossgarten
Der Schlossgarten umfasst eine Fläche von 5,61 Hektar.

### Schlosspark Philippsruhe
Der Schlosspark Philippsruhe umfasst mit dem Amphitheater 8,63 Hektar.